# Skjoldungestien

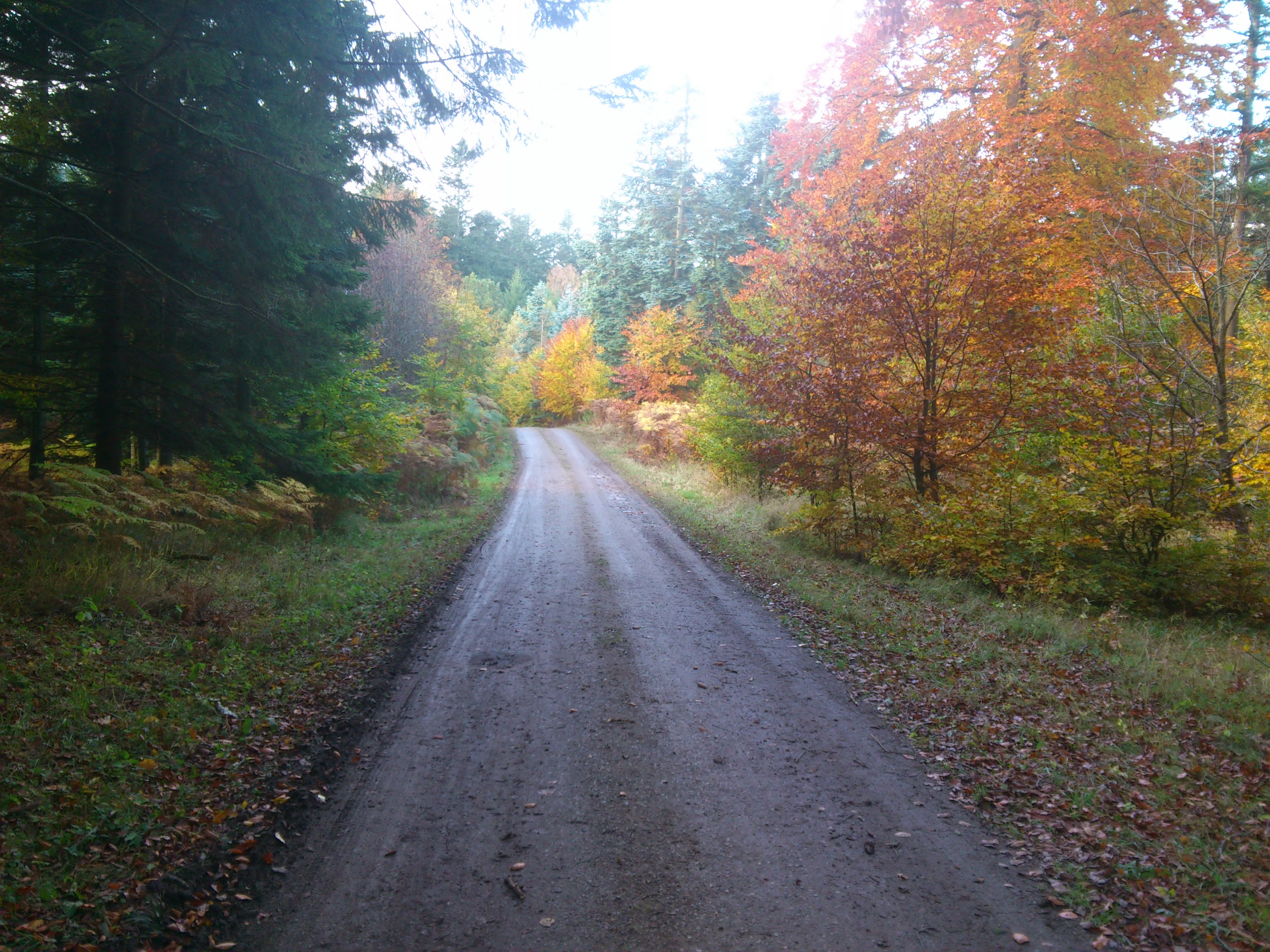
Skjoldungestien

Skjoldungestien (Deens voor "Skjoldungepad") is een gemarkeerd langeafstandswandelpad in Denemarken. De route is 50 kilometer lang en loopt tussen Hvalsø en Roskilde door Nationaal park Skjoldungernes Land.